# وحید زلاند
وحید زلاند خوانندهٔ اهل افغانستان است. وی دومین پسر جلیل زلاند، برادر فرید زلاند، سهیلا زلاند و شهلا زلاند است.